# Gloria Groove
Gloria Groove, pseudonimo di Daniel Garcia Felicione Napoleão (San Paolo, 18 gennaio 1995), è un rapper, compositore, attore e doppiatore brasiliano diventato famoso nel mondo dello spettacolo soprattutto come drag queen.

## Discografia

### Album in studio
- 2017 – O proceder
- 2022 – Lady Leste
- 2023 – Futuro fluxo

### Album dal vivo
- 2024 – Serenata da GG

### EP
- 2019 – Alegoria
- 2020 – Affair

### Singoli
- 2016 – Dona
- 2016 – Império
- 2017 – Muleke brasileiro
- 2018 – Bumbum de ouro
- 2018 – Arrasta (feat. Léo Santana)
- 2018 – Apaga a luz
- 2019 – Coisa boa
- 2019 – Liberdade
- 2019 – YoYo (con Iza)
- 2019 – Só o amor (con Preta Gil)
- 2019 – Alavancô (con Karol Conká e Linn da Quebrada)
- 2019 – Paz, amor e grave (con Ruxell e Rincon Sapiência)
- 2020 – Incondicional (feat. Gina García)
- 2020 – Deve ser horrível dormir sem mim (con Manu Gavassi)
- 2020 – A tua voz
- 2020 – Vício
- 2020 – Sinal
- 2020 – Suplicar
- 2021 – Brazil (Remix) (con Iggy Azalea)
- 2021 – Bonekinha
- 2021 – Lud Session (con Ludmilla)
- 2021 – Presente do céu (con Thiaguinho)
- 2021 – A queda
- 2021 – Leilão
- 2021 – Numanice Lud Session (con Ludmilla)
- 2022 – Onda poderosa (con Ivete Sangalo)
- 2022 – Maniac
- 2022 – Ameianoite (con Pabllo Vittar)
- 2022 – Proibidona (con Anitta e Valesca Popozuda)
- 2023 – Furduncin (con DJ Biel do Furduncinho e Luck Muzik)
- 2023 – Bruxaria 3000 (con MC Aleff e Yure IDD feat. Pabllo Vittar)
- 2023 – Vem com todo (con Rael e i Tropkillaz)
- 2023 – Samurai (con Hamilton de Holanda)
- 2024 – Meu anjo (con Gina Garcia)
- 2024 – Fome (con Junior)

### Collaborazioni
- 2018 – Provocar (Lexa feat. Gloria Groove)

## Filmografia

### Cinema
- TupiniQueen, regia di João Monteiro (2016)

### Televisione
- Savage – telenovela, 60 episodi (2006–2007)

### Programmi televisivi
- Programa Raul Gil – programma televisivo (2006)
- Amor & Sexo – programma televisivo (2016–2017) – giudice
- A Queen Is Born – programma televisivo (2020–in attività)

### Doppiatore
- Doki – serie TV, doppiaggio brasiliano (2005–2009) – voce di Doki
- Hannah Montana – serie TV, doppiaggio brasiliano (2007–2011) – voce di Rico Suave
- Digimon Fusion Battles – serie TV, doppiaggio brasiliano (2010–2011) – voce di Mikey Kudo
- Power Rangers Megaforce – serie TV, doppiaggio brasiliano (2013–2015) – voce di Jake Holling / Megaforce Black Ranger
- Descendants – film, doppiaggio brasiliano (2015) – voce di Ben
- Marco e Star contro le forze del male – serie TV, doppiaggio brasiliano (2016–2017) – voce di Justin Towers
- PAW Patrol – serie TV, doppiaggio brasiliano (2017–in attività) – voce di Chase
- Descendants 2 – film, doppiaggio brasiliano (2017) – voce di Ben
- The Hollow – serie TV, doppiaggio brasiliano (2018–in attività) – voce di Kai
- Aladdin – film, doppiaggio brasiliano (2019) – voce di Aladdin
- Descendants 3 – film, doppiaggio brasiliano (2019) – voce di Ben
- Élite – serie TV, doppiaggio brasiliano (2020–in attività) – voce di Malick